# Lista över insjöar i Sverige med namn som slutar på -lampi
-lampi  utgör slutled i åtminstone följande insjöanamn i Sverige:
- Härkelampi, sjö i Hällefors kommun och Västmanland 59°55′25″N 14°29′07″Ö / 59.92353°N 14.48537°Ö
- Likalampi (Hällefors socken, Västmanland, 664503-142636), sjö i Hällefors kommun och Västmanland 59°55′04″N 14°29′19″Ö / 59.91791°N 14.48863°Ö
- Likalampi (Hällefors socken, Västmanland, 665182-142897), sjö i Hällefors kommun och Västmanland 59°58′37″N 14°31′33″Ö / 59.97708°N 14.52586°Ö
- Särkalampi, sjö i Hällefors kommun och Västmanland 60°00′15″N 14°27′31″Ö / 60.00423°N 14.45849°Ö
- Hangaslampi, sjö i Falu kommun och Dalarna 60°52′04″N 16°10′47″Ö / 60.86788°N 16.17965°Ö
- Valkilampi, sjö i Falu kommun och Dalarna 60°51′09″N 16°12′19″Ö / 60.85255°N 16.20523°Ö
- Paskalampi, sjö i Ljusdals kommun och Hälsingland 62°06′31″N 15°24′27″Ö / 62.10870°N 15.40763°Ö
- Rikkolampi, sjö i Ljusdals kommun och Hälsingland 61°37′18″N 14°57′19″Ö / 61.62170°N 14.95536°Ö
- Sorsalampi, sjö i Ljusdals kommun och Hälsingland 61°54′49″N 15°14′17″Ö / 61.91357°N 15.23794°Ö
- Kaakkurilampi, sjö i Pajala kommun och Norrbotten 67°07′25″N 23°29′22″Ö / 67.12354°N 23.48934°Ö
- Onkilampi, sjö i Pajala kommun och Norrbotten 67°11′24″N 23°04′41″Ö / 67.18996°N 23.07803°Ö